# Fondant (pâtisserie)
Pour les articles homonymes, voir Fondant.

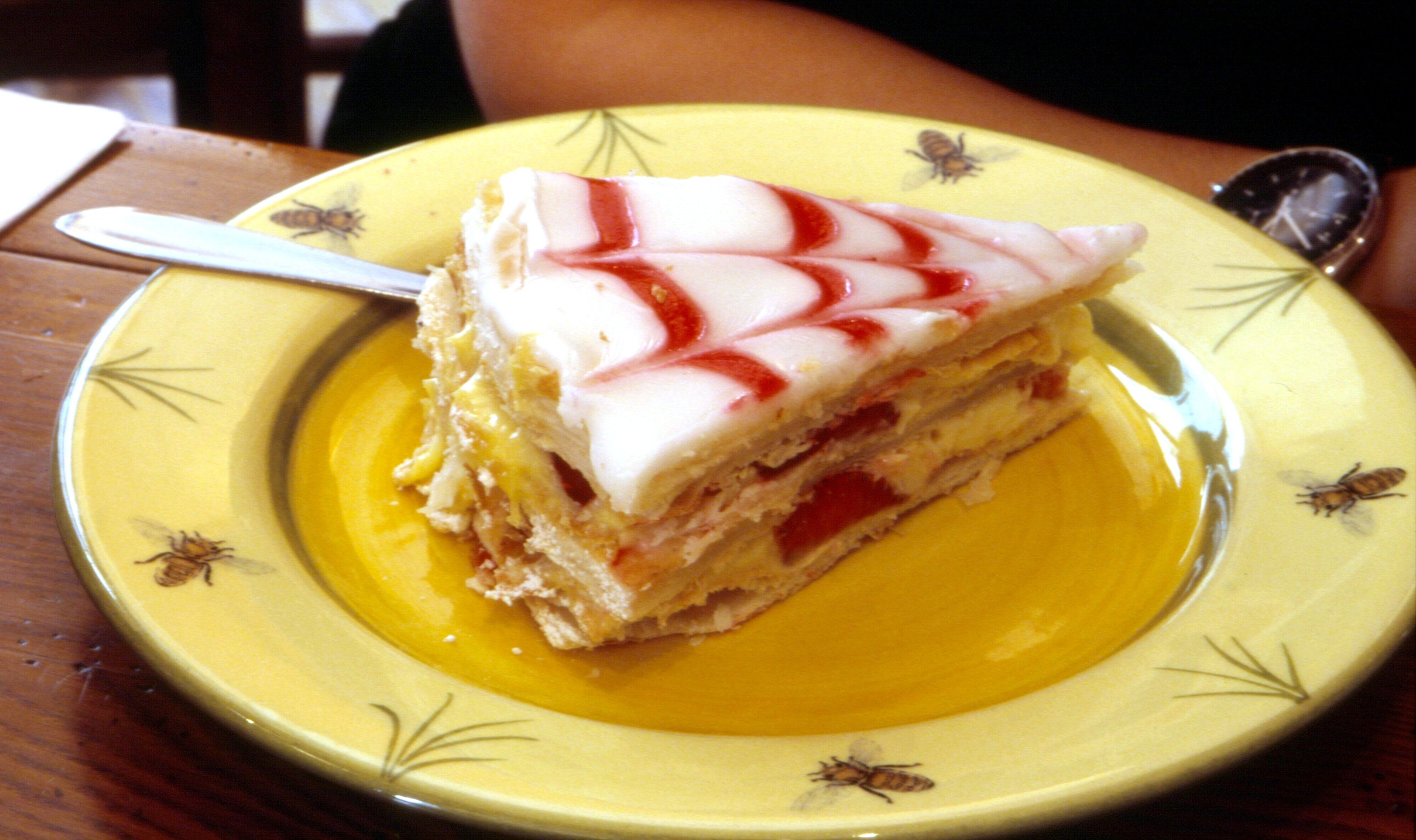
Tranche de mille-feuille.

Le fondant est une préparation à base de sucre, d'eau et parfois de glucose qui sert pour le glaçage des gâteaux.
Un sirop de sucre est porté à ébullition, jusqu'à 114-116 °C pour être ensuite refroidi à 75 °C et travaillé en réalisant un massage homogène du sirop. Il devient blanc lors de cette opération. Il doit mûrir plusieurs jours avant d'être utilisé.
Il peut être utilisé blanc (comme pour le mille-feuille) ou avec des colorants ou des arômes, par exemple en vert pour les glands, avec du chocolat pour les religieuses.
Le fondant doit être utilisé chaud, 35 °C maximum. S'il se dessèche, il faut ajouter un sirop de sucre tiède.
Le motif décoratif d'un mille-feuille se réalise en trois temps.
1. Le pâtissier applique une couche fine et homogène de fondant sur le gâteau à l'aide d'une palette (spatule très allongée).
2. Puis il trace des lignes parallèles sur le fondant à l'aide d'un petit cornet de papier rempli de chocolat tiède.
3. Avec le dos d'un couteau d'office (petit couteau), il trace des lignes en diagonale dans le fondant et le chocolat encore tièdes, ce qui a pour effet de tirer légèrement le fondant et de créer le motif recherché.